# Цагов, Нури Айтекович
Ца́гов Нури́ Айте́кович (кабард.-черк. Цӏагъэ Айтэч и къуэ Нурий; 1888—1935) — советский общественный и политический деятель, черкесский просветитель.

## Биография
Родился 17 сентября 1888 года в селении Бираджам, Кунейтровского округа вилайета Сирия Османской империи, в семье черкесских мухаджиров, покинувших Кабарду в конце 1860-х годов, после окончания Кавказской войны.
Осиротев в шестилетнем возрасте, Нури с тремя братьями находился на попечении дяди, генерала турецкой армии — Якуба Цаго, который постарался дать хорошее образование племянникам.
В 1897 году поступил в местную гимназию, которую окончил с отличием, после чего, в 1907 году в числе десяти лучших учеников из эмигрантских семей был зачислен на учёбу в Стамбульский университет, на юридический факультет.
В 1909 году турецкий парламент предоставил мухаджирам-переселенцам с Кавказа возможность создать собственный алфавит на основе старотурецкой графики, на котором излагался Коран в Османской империи. Именно в этот период началась активная общественная и культурная деятельность Нури Цагова. Об этом периоде он позже писал: 

Я вместе с другими студентами, из числа которых помню Машедзова Умара, Нагучева Суада, Мед-Изета (полковника), Чиканукова Мухамед-Али, Тальят Хитова, Агомукова Умара и др., в общей сложности до 10 человек, стали видоизменять турецко-арабскую письменность и частично латинскую, приспособляя её к наречию горских Кавказских народностей, в частности, к черкесскому. Среди эмигрантских посёлков и сёл были созданы общества, способствовавшие культурному национальному развитию, с которым связались и мы.
Группа студентов-энтузиастов получала материальную поддержку от черкесских клубов, которые создавались преимущественно в местах компактного проживания адыгских эмигрантов. В 1910 году при стамбульском клубе была учреждена газета «Гуаза» («Гъуазэ»), которой руководил Цагов. Издание выражало национальные интересы адыгских мухаджиров. 
В 1912 году Нури окончил университет. Примерно в это же время, он познакомился в Стамбуле со своими соотечественниками из Кабарды — Мажидом Хацуковым и Адамом Курашиновым, которые предложили Цагову вернуться на историческую родину, пригласив его работать преподавателем.
В начале 1913 года, Нури Цагов вернулся на Кавказ и поселился в селе Тамбиево, откуда происходил род Цаговых. Здесь он стал преподавать в медресе для взрослых, введя обучение на родном языке и преподавая естествознание и арифметику.
7 февраля 1935 года был арестован по подозрению в антисоветской деятельности. Это произошло в отсутствие Бетала Калмыкова. Первый секретарь Кабардино-Балкарского обкома ВКП(б) сделал всё возможное, чтобы Цагова отпустили. Постановлением УНКВД по КБАО, следствие по его делу было прекращено за недоказанностью инкриминируемого преступления. Через две недели после ареста Цагов был освобождён, с подпиской о невыезде.
В конце декабря 1935 года по делам вновь был вызван в Нальчик. 31 декабря 1935 года, по пути в Нальчик, машина в которой ехал Нури перевернулся из-за гололёда у села Чегем I. В результате аварии, Цагов получил сильную черепно-мозговую травму, от которой скончался спустя пару часов в местной больнице. Похоронен в родовом селе — Дыгулыбгей.

## Творческая деятельность
В 1916 году познакомился с общественным деятелем — Адамом Дымовым, с которым в 1917 году открыли первую адыгскую типографию. Тогда же на базе этой типографии была учреждена газета «Адыгэ макъ» («Голос адыга»), выпуски которой в основном были посвящены вопросам создания письменности национального языка, развития культуры, экономического прогресса. Большое внимание издатели газеты уделяли сбору произведений устного народного творчества: почти в каждом номере публиковались нартские сказания, песни, пословицы, поговорки, загадки, сказки. Наряду с этим, в газете публиковались и статьи, посвящённые мусульманским канонам и шариатским законоположениям. В Баксанском культурном центре, в котором состояли многие общественные деятели Кабарды того периода, создавалась художественная литература — оригинальная (арабская) и переводная (кабардинская), на письменности основанной на арабской графике.
В 1917 году, вместе с другими общественниками в селе Кучмазукино открыли новое медресе с преподаванием не только религии, но и общеобразовательных предметов, как история, естествознание, арифметика и др.
В сентябре 1917 года перебрался в Нальчик с целью организации духовной семинарии. Для финансирования учебного заведения он созвал авторитетных религиозных деятелей области. Заведующим семинарией сами учащиеся избрали приглашённого с Кубани Амина Хапцева, а старостой – Назира Катханова, ставшего впоследствии одним из организаторов и руководителей борьбы горцев за Советскую власть на Северном Кавказе. Сам Цагов преподавал в семинарии математику и естествознание. Однако новое учебное заведение просуществовало совсем недолго и весной 1918 года было закрыто вследствие «начавшегося революционного движения».
В 1919 году, после установления власти белогвардейцев, Цагов был вызван в Нальчик, где ему предложили должность редактора кабардинского отдела газеты «Адыгэ». На этой должности он проработал всего месяц с небольшим, а затем передал свои полномочия Али Шогенцукову.
В 1924 году был назначен преподавателем кабардинского языка в Ленинском учебном городке (ЛУГе) и нескольких общеобразовательных школах Нальчика. И одновременно руководил школой в родном селе.

## Память
Именем просветителя названы улицы в сёлах Дугулубгей, Кенже и Карагач, а также средняя школа №9 в селе Дугулубгей и средняя школа №31 в городе Нальчик.